# Philippe Perrin
Philippe Perrin (ur. 6 stycznia 1963 w Meknesie) – francuski astronauta i pilot doświadczalny.

## Życiorys
Dzieciństwo i młodość spędził w Awinionie, w 1985 ukończył Ecole Polytechnique w Paryżu, w 1993 uzyskał licencję pilota doświadczalnego w École du personnel navigant d'essais et de réception, a w 1995 certyfikat pilota linii lotniczych. Po ukończeniu politechniki służył w marynarce wojennej, gdzie szkolił się z nawigacji i pilotażu, spędził 6 miesięcy na Oceanie Indyjskim. W 1985 wstąpił do francuskich sił powietrznych, w 1986 został pilotem wojskowym, służył w centrum lotów doświadczalnych w Bretigny, a 1987–1991 w bazie lotniczej w Strasburgu. Jako pilot myśliwca Mirage F1 otrzymał przydział do misji w Afryce i w Arabii Saudyjskiej. Został odznaczony Médaille d'Outre-Mer (za udział w zadaniach bojowych w wojnie w Zatoce Perskiej w 1991) i dwa Médaille de la Défense nationale. Ma stopień pułkownika francuskich sił powietrznych.

## Kariera astronauty
30 lipca 1990 został wyselekcjonowany jako kandydat na astronautę. W roku 1992 po skierowaniu przez Francuską Agencją Kosmiczną przechodził dwumiesięczne szkolenie w Gwiezdnym Miasteczku koło Moskwy. Następnie  służył w bazie lotniczej w Dijon jako starszy oficer operacyjny, a od 1995 ponownie w Bretigny. Brał udział w 26 misjach bojowych. Ma wylatane ponad 3000 godzin na ponad 30 typach samolotów. W lipcu 1996 został skierowany do Centrum Lotów Kosmicznych imienia Lyndona B. Johnsona, gdzie przechodził dwuletnie szkolenie. Od 5 do 19 czerwca 2002 był specjalistą misji STS-111 trwającej 13 dni, 20 godzin i 35 minut. Wykonał wówczas trzy kosmiczne spacery trwające łącznie 19 godzin.

## Odznaczenia (lista niepełna)
- Chevalier Legii Honorowej – 1999[1]
- Médaille d'Outre-Mer
- Médaille de la Défense nationale – dwukrotnie
- Universal Astronaut Insignia za lot orbitalny (nr 418) – Stowarzyszenie Uczestników Lotów Kosmicznych (Association of Space Explorers(inne języki))[2]